# Mark W. Chase
Mark Wayne Chase (* 1951) ist ein britisch-US-amerikanischer Botaniker und Genetiker. Sein offizielles botanisches Autorenkürzel lautet „M.W.Chase“.
Chase studierte am Albion College mit dem Bachelor-Abschluss 1973 und an der University of Michigan mit dem Master-Abschluss 1980 und der Promotion 1985 (Dissertation: A Monograph of Leochilus (Orchidaceae) (Mexico, Central America, South America)).  Ab 1988 war er Assistant Professor an der University of North Carolina. Er ist Keeper am Jodrell Laboratory der Royal Botanic Gardens in Kew und dort Senior Research Professor. Er ist seit 1992 in Kew und leitet das Jodrell Laboratory seit 2006.
Er ist Gastprofessor am Queen Mary College der Universität London.
Er ist Mitglied der Angiosperm Phylogeny Group (APG), einem Klassifikationsprojekt der Angiospermen auf Basis von deren DNA. Chase forschte besonders über Evolution und Phylogenetik von Orchideen und der Rolle von Polyploidie und Epigenetik in der Evolution von Angiospermen (wobei er besonders Tabakpflanzen untersucht). Er ist einer der Herausgeber der Reihe Genera Orchidacearum.
Er ist Fellow der Royal Society (2003). Chase erhielt 2008 die Darwin-Wallace-Medaille, 1998 die Linné-Medaille und 2014 die Veitch Memorial Medal der Royal Horticultural Society. Seit 2009 ist er Herausgeber von Phytotaxa. 2010 wurde er korrespondierendes Mitglied der Österreichischen Akademie der Wissenschaften. Seit 2013 ist er Editorial Secretary der Linnean Society of London.
Mit Ko-Autoren führte er über 800 neue botanische Namen ein.

## Schriften
- J. V. Freudenstein, M. W. Chase: Phylogenetic relationships in Epidendroideae (Orchidaceae), one of the great flowering plant radiations: progressive specialization and diversification. In: Annals of Botany. Band 115, Nr. 4, März 2015, S. 665–681.
- M. W. Chase, K. M. Cameron, J. V. Freudenstein, A. M. Pridgeon, G. Salazar, C. van den Berg, A. Schuiteman: An updated classification of Orchidaceae. In: Botanical Journal of the Linnean Society. Band 177, Nr. 2, 2015, S. 151–174.
- J. W. Byng, B. Bernardini, J. A. Joseph, M. W. Chase, T. M. A. Utteridge: Phylogenetic relationships of Icacinaceae s. s. focusing on the vining genera. In: Botanical Journal of the Linnean Society. Band 176, 2014, S. 277–294.
- S. Dodsworth, M. W. Chase, L. J. Kelly, I. J. Leitch, J. Macas, P. Novák, M. Piednoël, H. Schneeweiss, A. R. Leitch: Genomic repeat abundances contain phylogenetic signal in diverse eukaryoptic groups. In: Systematic Biology. Band 64, 2014, S. 112–126.
- A. M. Pridgeon, M. W. Chase, P. J. Cribb, F. N. Rasmussen: Genera Orchidacearum. Vol. 6: Epidendroideae (part 3). Oxford University Press, Oxford 2014, ISBN 978-0-19-964651-7.